# Адмиративность
Адмирати́вность — лингвистическая категория, выражающая удивление говорящего от факта, внезапно установленного им непосредственно перед моментом речи («эпистемическая неожиданность»); в этом случае полученное знание контрастирует с предыдущим состоянием незнания. Это значение рассматривается в качестве особой категории (адмирати́в или мирати́в) либо в рамках категории эвиденциальности.
Адмиратив встречается в глагольных системах многих языков мира — в частности, в балканских языках (албанском, турецком, болгарском), где он и был впервые обнаружен.

## Терминология
Термин «адмиративность» был введён в 1879 году филологом-балканистом Огюстом Дозоном при изучении соответствующей глагольной формы албанского языка. Выбор названия (фр. admiratif), происходящего от глагола со значением «восхищаться», Дозон объясняет тем, что описываемые формы имеют «особое значение восхищения или удивления, порой иронического» (фр. un sens tout à fait spécial, celui de l'admiration, de l'étonnement, parfois ironique). Как показали дальнейшие исследования, в целом значение восхищения скорее нетипично для подобных показателей, которые обычно используются для выражения именно «удивления».
По мнению В. А. Плунгяна, с типологической точки зрения более предпочтительным для показателей соответствующего значения оказался термин миратив, предложенный в 1997 году в статье С. Деланси.

## Значение адмиратива
Адмиратив описывает два когнитивных состояния говорящего (либо адресата): незнание, не отрицающее возможность отсутствия ситуации (not(p)), и ситуация с только что приобретенным знанием о наличии ситуации p. Ср. типичный пример использования адмиративной формы из болгарского языка (в русском языке адмиративному компоненту соответствует слово оказывается):
| Ах, то валяло!               |
| Ах, оказывается, идёт дождь! |
[Ницолова 2006: 34]
Семантическую структуру высказывания с адмиративом можно представить следующим образом:
- Пресуппозиция: Я узнал, что p, и это меня удивляет, так как из-за моего предыдущего незнания считал возможным not(р).
- Ассерция: Я утверждаю, что p.

В. А. Плунгян, обращаясь к теме адмиративности, говорит о выражении в данном случае специального вида суждения — «суждения, связанного с ожиданиями говорящего». Сам контраст между обозначаемыми состояниями участников коммуникации перед моментом речи, когда ситуация рассматривалась одним из них как с большой вероятностью невозможная, и действительным фактом, выраженным пропозицией р, и становится причиной удивления. По его мнению, миративное значение «является бесспорно модальным, так как выражает одну из разновидностей эпистемической оценки, а именно, противоречие ожиданиям говорящего... или, в других терминах, неготовность говорящего воспринять наблюдаемую им ситуацию».
В отличие от эвиденциальности, на источник информации о ситуации миративность не указывает. По сравнению же с индикативным наклонением адмиратив выражает новую, неожиданную информацию, не относящуюся к «подготовленному сознанию» (англ. prepared mind) говорящего.

## Примеры языков с адмиративом
В следующих языках адмиративность выделяется как грамматическая категория (показатель сокращённо обозначается как MIR).

#### Кечуа
Тармский диалект языка кечуа принадлежит к числу немногих языков с грамматическим показателем, имеющим только функцию адмиратива. Значение глагольной морфемы -na- (-naq- для 3-го лица агенса/субъекта) в грамматическом описании языка было определено как «неожиданная находка», в составе агглютинативной словоформы она занимает место показателя времени и может относиться и к прошлому, и к настоящему времени, и даже к ещё не реализованным событиям.
| Wipi-ru-y            | ma:                 | ayga-sh            | ga-naq.       |
| взвесить-PF-2A/S.IMP | позволь.нам.увидеть | сколько-ПЕРЕДАВАТЬ | есть-3A/S.MIR |
| Взвесь это,          | давай посмотрим     | сколько            | в нём есть!   |
[Adelaar 2010]
В данном примере -naq- выражает знание, которое ещё не было достигнуто, но в то же время сама информация представляет особенный интерес для локуторов.

#### Испанский язык в Эквадоре
Адмиратив в эквадорском испанском (англ. Ecuadorian Highland Spanish) является вторичной функцией глагольной конструкции с вспомогательным глаголом haber (иметь) и причастием прошедшего времени, основное значение которой состоит в выражении результативного или экспериенциального перфекта.
[Контекст: Говорящий смотрит на банку варенья, которую он до этого не видел.]
| De   | albaricoque  | ha            | sido.        |
| от   | абрикос      | AUX.PRES.3SG  | быть-COP.RES |
| Оно, | оказывается, | из абрикосов. | (как я вижу) |
[Полевые записи, Quito 2003]

#### Яномами
Шамамаутери (Xamamauteri), диалект языка яномами, представляет особый интерес для проблемы разграничения адмиративности и эвиденциальности, так как кроме развитой системы эвиденциальности в нём присутствует специальный адмиративный показатель -nohi).
| A-nohi-hu-përe-i.          |
| SG-MIR-идти-HEST.PST-WITN  |
| Он шёл вчера, я это видел. |
[Ramirez 1994: 170]

## Адмиратив и эвиденциальность
Внимание типологов к категории адмиративности (названной им миративностью) было привлечено в работе С. Деланси 1997 года, в которой он показал, что данную категорию можно считать самостоятельной и независимой от эвиденциальности. Впоследствии эта точка зрения подвергалась сомнению: так, скептицизм относительно самостоятельного статуса эвиденциальности выражали Ж. Лазар и Н. Хилл, хотя в поддержку идеи Деланси высказывалась А. Айхенвальд. В 2012 году обсуждению статуса миративности был даже посвящён специальный раздел журнала Linguistic Typology.
Нередко высказывается мнение, что адмиративность и эвиденциальность — одна грамматическая категория: так, в пользу этого говорит пример болгарского языка, где, как и в других балканских языках, адмиративное значение выражается эвиденциальными формами, что свидетельствует об определенной близости между двумя категориями.
Однако, по мнению В. А. Плунгяна, адмиратив существует в системах балканских языков не потому, что они с помощью них маркируют эвиденциальность, а так как преобладает тенденция к маркированию эвиденциальности в сочетании с модальностью:

Значения эпистемической неожиданности очень часто выражаются кумулятивно с фазовыми значениями в составе показателей фазовой полярности (типа 'всё ещё', 'так и не' и т. п.), находящихся, таким образом, на пересечении аспектуальной и модальной зон. 

Согласно наиболее распространённому подходу к анализу данных языковых явлений, считается, что это две разные семантические и грамматические категории. При этом адмиративность проявляется и в языках, где эти категории не связаны между собой, например, в атабаскском языке хэр, где эвиденциальные и адмиративные парадигмы не совпадают, или в английском языке, в котором не происходит грамматикализации эвиденциальности, а адмиративность — это скрытая семантическая категория, которая выражается интонацией.
Был также предложен подход к определению адмиратива, согласно которому он является категорией, независимой от эвиденциальности (несмотря на частую полисемию средств их выражения), при этом определяется чуть иначе, чем у Деланси, а именно с учётом новизны или важности суждения не только для говорящего, но и для адресата:

Адмиративность можно определить как «лингвистическую категорию, которая характеризует пропозицию как представляющую интерес, неожиданную или удивляющую». Данная категория часто используется в случае, когда пропозиция интересна, неожиданна или удивительна для говорящего, однако её также можно встретить в случаях, когда информация важна, неожиданна или удивительна для адресата.  
Оригинальный текст (англ.)Mirativity could simply be defined as “a linguistic category that characterizes a proposition as newsworthy, unexpected, or surprising”. The category will often be used in circumstances in which the proposition is newsworthy, unexpected, or surprising for the speaker, but may also be used when it is newsworthy, unexpected, or surprising for the addressee.

## Адмиративность илицо
Учитывая эмоциональную окраску адмиратива, основная сфера его употребления — разговорная речь. В связи с этим, хотя субъект может быть выражен во всех трёх лицах, 1-е лицо встречается значительно реже, чем 3-е и особенно 2-е лицо: говорящий редко может узнать удивляющие его факты о себе, чаще он сообщает такого рода информацию, связанную с адресатом или с третьим лицом. Примеры употребления адмиратива в трёх лицах в болгарском языке:
| Колко съм бил (=PRS ADM: 1SG:M) наивен!      |
| Как же я, оказывается, наивен!               |
| Я ти вече си (бил) станал (=PRF ADM: 2SG:M)! |
| Смотри-ка, оказывается, ты уже встал!        |
| Та тоя човек бил (=PRS ADM:3SG:M) светец!    |
| Так этот человек, оказывается, святой!       |